# Tribunal
|  | Aquest article tracta sobre l'entitat jurídica. Vegeu-ne altres significats a «Tribunal (arquitectura)». |

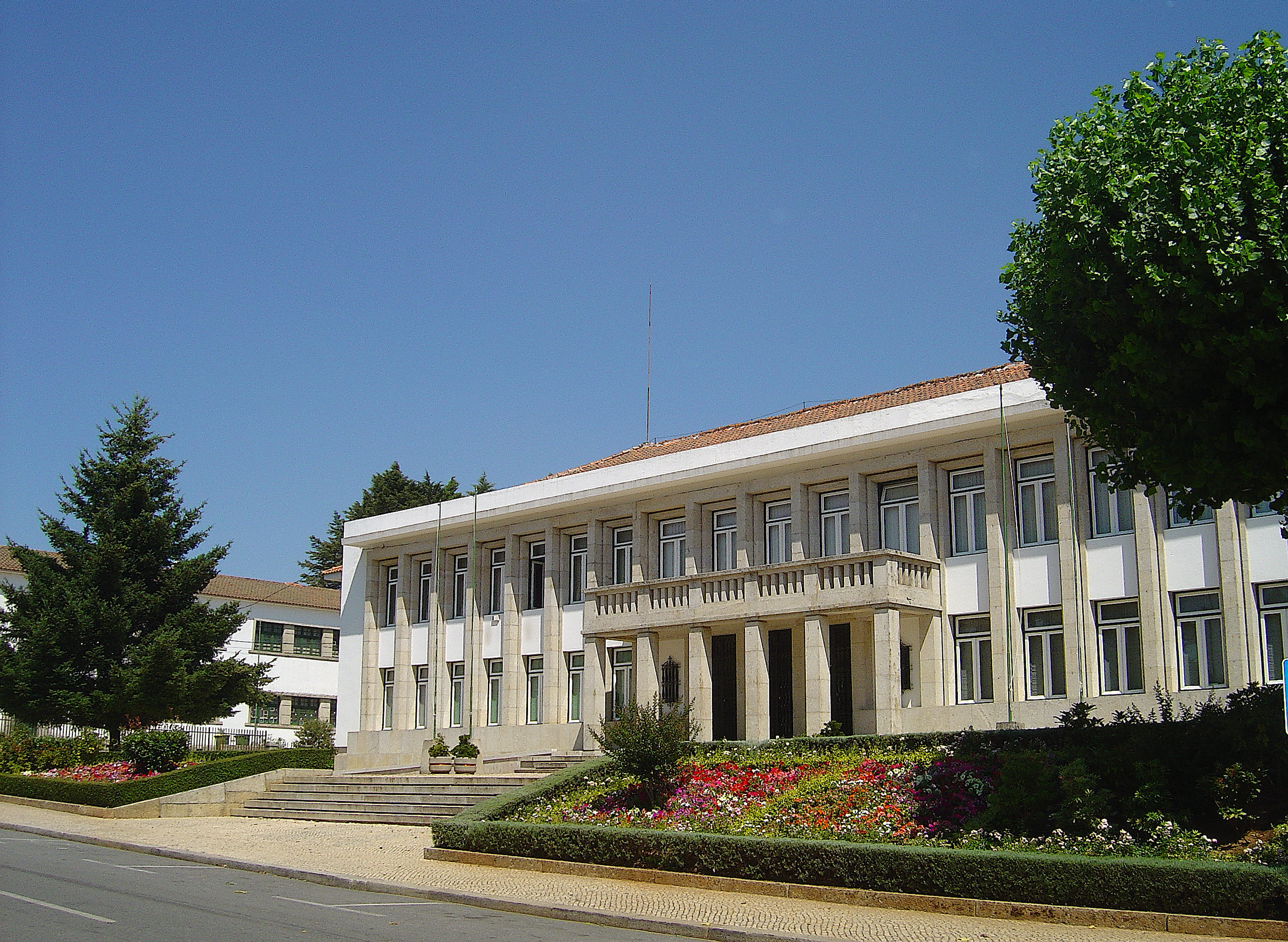
Edifici del Tribunal Judicial de la comarca portuguesa de Sátão

Un tribunal (paraula derivada del llatí tribunalis: "dels tribuns") és, en l'àmbit del Dret, un òrgan col·legiat, format per diverses persones, generalment magistrats, encarregades de dirimir i impartir justícia. Vinculat a un organisme, sovint una institució governamental, amb autoritat per a dirimir en disputes legals i dispensar justícia ja sigui civil, criminal o administrativa d'acord amb les lleis i amb l'eficàcia de la cosa jutjada.
Determinats tribunals d'alguns països o territoris reben el nom de cort. Cada tribunal està compost per un o més jutges encarregats de jutjar els litigis. Quan el tribunal es tracta d'un òrgan unipersonal, és a dir, d'un únic jutge, s'acostuma a reservar el nom jutjat.
No tots els tribunals són organismes públics i judicials, hi ha també tribunals religiosos, com són els tribunals eclesiàstics de les diòcesis catòliques, i tribunals privats com són els tribunals arbitrals per a certes activitats econòmiques o esportives.
Un cas especial són els consells de Guerra on no s'apliquen les lleis civils sinó les normes militars.
A l'Antic Règim abans de l'establiment de la separació de poders hi havia òrgans públics no judicials (amb funcions essencialment administratives i legislatives) que també s'anomenaven "tribunals".

## Classificació dels tribunals
Es poden classificar segons la seva composició, naturalesa, la fase del procés en què intervenen i la seva jerarquia.

### Per matèria
D'acord amb el què es jutja en el tribunal, poden ser:
- Tribunal civil: tracta afers o controvèrsies de l'àmbit privat entre individus, empreses o institucions.
- Tribunal penal: tracta casos de persones acusades de cometre crims, decidint la seva innocència o culpabilitat.
- Tribunal general: pot tractar casos d'ambdues matèries, tant civils com penals.

### Per composició
No es classifiquen segons els jutges que en formen part sinó pels jutges que efectivament jutgen:
- Tribunal unipersonal: amb un únic jutge.
- Tribunal col·lectiu o col·legial: hi intervenen dos o més jutges.

### Per naturalesa
Poden ser:
- Tribunal ordinari: és aquell que coneix totes les causes llevat d'excepcions legals.
- Tribunal especial: establert per jutjar determinades persones o causes.
- Tribunal arbitral: constituït per un jutge arbitral o sigui una persona que no és magistrat judicial.

### Per fase de procés
Poden ser:
- Tribunal d'instrucció: intervé en les fases preparatòries generalment d'investigació criminal.
- Tribunal sentenciador: és el tribunal que rep la instrucció del procés del tribunal d'instrucció i n'ha de dictar la sentència.

### Per jerarquia
Poden ser:
- Tribunal inferior o de primera instància: és aquell que jutja en una instància inferior i la seva decisió es pot recórrer;
- Tribunal superior o d'apel·lació: és aquell que jutja en segona instància i instància superior, al qual es pot apel·lar la sentència d'un inferior.